# Mahishasura

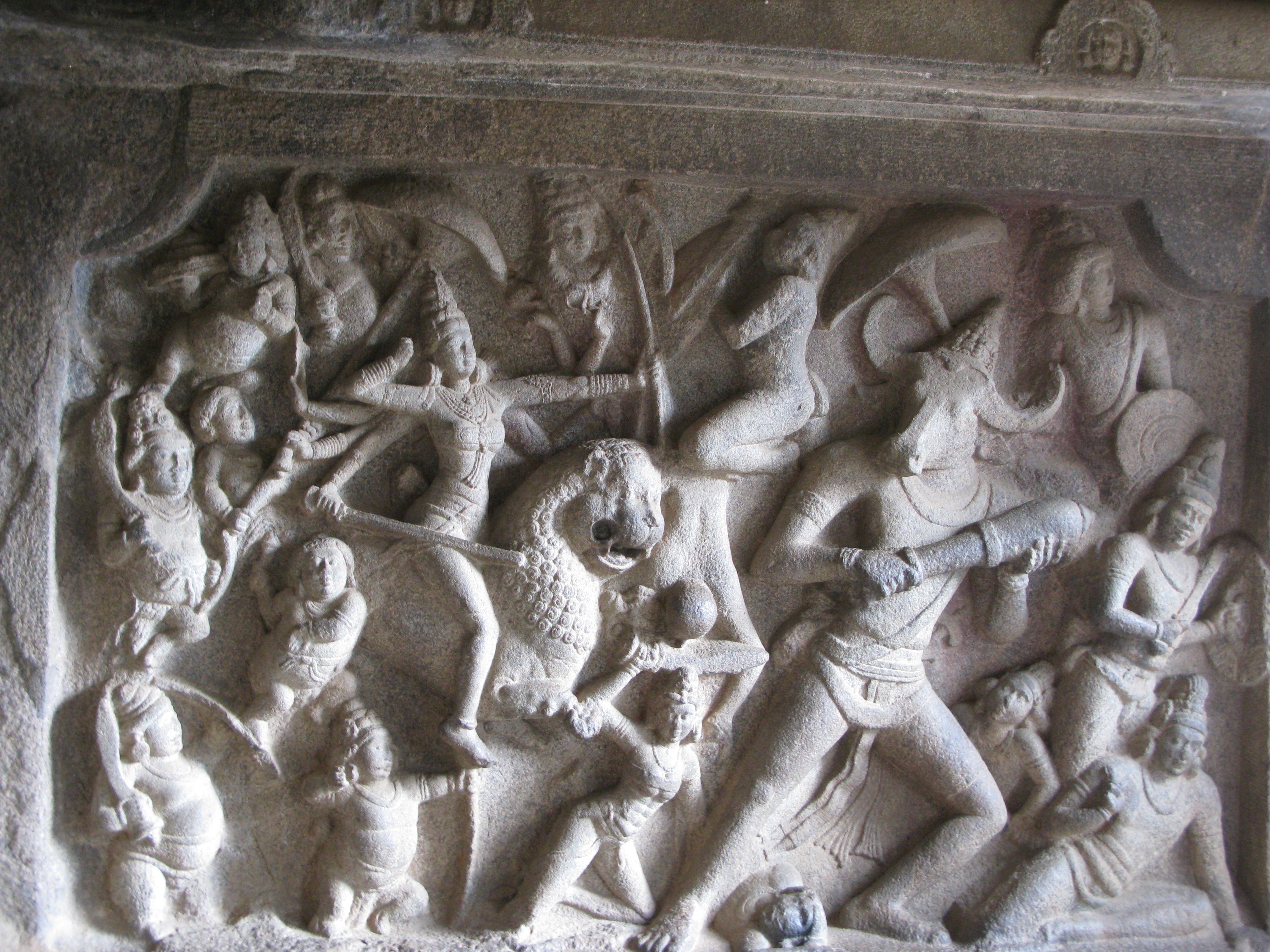
Durga bekämpft – auf einem Löwen reitend – den flüchtenden Büffeldämon Mahisasura, Mamallapuram (Tamil Nadu, 8./9. Jahrhundert)

Mahishasura (Sanskrit: महिषासुर mahiṣāsura, aus mahisha, „Büffel“ und asura, „Dämon“) ist der Name eines mächtigen Dämons der indischen Mythologie; er starb im Kampf gegen die Göttin Durga in ihrer Gestalt als Büffeldämontöterin Mahishasura Mardini. Die Legende ist in ganz Indien bekannt und wird häufig dargestellt.

## Legende

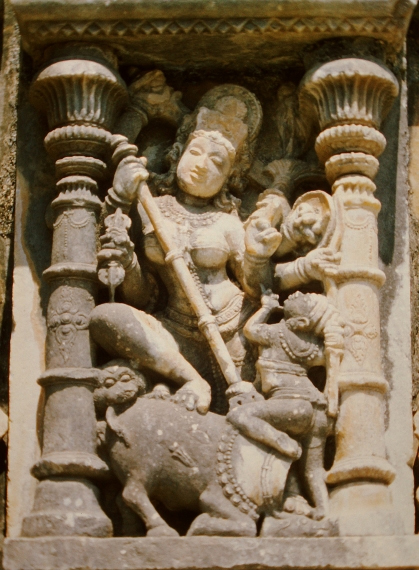
Durgas Kampf gegen Mahisasur, der in seiner menschlichen Gestalt dem abgeschlagenen Kopf des Büffels entspringt und Durga um Gnade anfleht, die ihm jedoch verweigert wird; ihr Reittier, der Löwe, greift den Büffel von hinten an; Ambika-Mata-Tempel, Jagat (Rajasthan, 10. Jh.)

### Herkunft
Rambha, der Vater von Mahishasura, war der König aller Dämonen. Er verliebte sich in die Prinzessin Shyamala, die verflucht worden war, die Gestalt eines Wasserbüffels annehmen zu müssen. Aus dieser Beziehung entstand Mahishasura, der sowohl die Gestalt eines Menschen als auch die eines Büffels annehmen konnte.

### Kampf gegen Durga
Götter (devas) und Dämonen (asuras) befanden sich häufig im Kriegszustand; in einer der Schlachten wurde Rambha von Indra getötet. Als Mahishasura älter wurde und vom Schicksal seines Vaters Kenntnis erhielt, versammelte er eine Schar von Dämonen um sich und begann, die himmlischen Götter zu terrorisieren. Seine Macht war so groß, dass er sogar in den Himmel eindringen und alle Götter von dort vertreiben konnte. Daraufhin berieten die Götter, was zu tun sei: Da der Dämon – nach jahrelanger Askese – von Brahma das Versprechen erhalten hatte, dass er von keinem Mann getötet werden könne, erschufen sie mit ihrer gemeinsamen Energie ein wunderschönes weibliches Wesen, das auf einem Tiger (meist als Löwe dargestellt) reitet. Jeder Gott gab ihr die Kopie einer seiner Waffen – von Shiva erhielt sie den Dreizack (trishula), von Vishnu das Schneckenhorn (shankha), von Kubera die Keule (gada), von Yama Schild und Schwert, von Indra einen Donnerkeil (vajra) usw. Als Mahishasura von ihr erfuhr, entsandte er unverzüglich sein Dämonenheer; dieses wurde jedoch von Durga vernichtet. Daraufhin gab es einen Zweikampf zwischen ihr und dem Dämon, der zehn Tage dauerte, schließlich jedoch mit seiner Vernichtung endete.

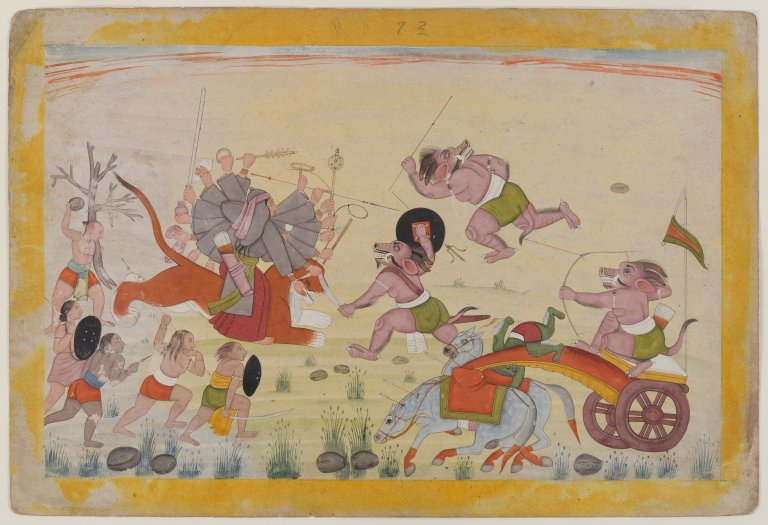
Kampf Mahishasuras (in dreifacher Gestalt) gegen Durga (18. Jahrhundert)

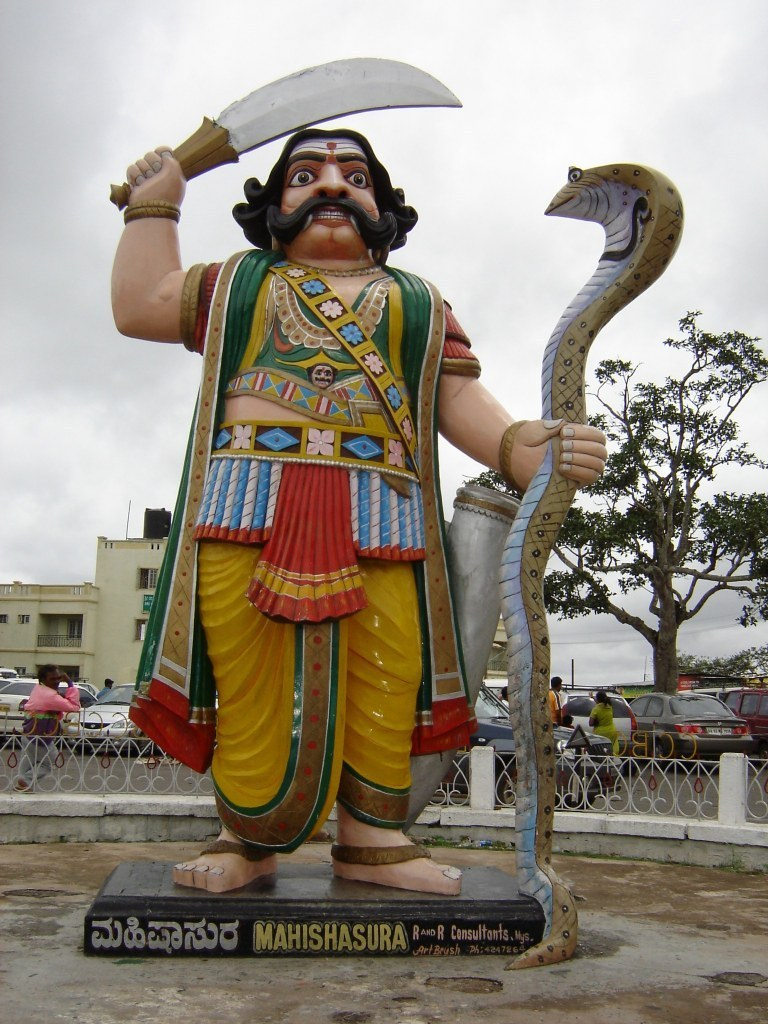
Mahishasura auf dem Chamundi Hill in Mysuru (20. Jahrhundert)

## Darstellung
In der klassischen indischen Bildhauerkunst ist Mahishasura keiner Einzeldarstellung würdig – gezeigt wird ausschließlich der Sieg Durgas über Mahishasura, der in Gestalt eines getöteten Büffels erscheint. Oft nimmt er kurz vor seinem Ende nochmals menschliche Gestalt an und bittet die Göttin um Gnade, die sie ihm jedoch nicht gewährt.
In der Malerei werden auch Kampfszenen gezeigt, wobei Mahishasura sich selbst und seine Kräfte manchmal verdreifacht. Aber auch die auf einem Tiger reitende Göttin Durga potenziert ihre Kräfte, was sich in der Anzahl ihrer Arme widerspiegelt.

## Symbolik
Dämonen (vgl. auch Andhaka, Hiranyakashipu, Hiranyaksha) gefährden die bestehende – von Göttern und Menschen gewollte – Ordnung. Sie vereinen in sich alle bösen, d. h. zerstörerischen, selbstsüchtigen und letztlich dummen Kräfte. Durch ihr Wirken entfernen sie die Menschen von einem friedlichen Zusammenleben, in welchem Werte wie Weisheit sowie innere Ausgeglichenheit und Harmonie eine dominierende Rolle spielen sollten. Die Tötung des Asura stellt daher die Überwindung und den mystischen Tod der negativen Kräfte dar.

## Sonstiges
Der Name der südindischen Stadt Mysuru (Karnataka) soll von Mahishasura abgeleitet sein; eine neuzeitliche Statue des Dämons steht außerhalb der Stadt auf dem Chamundi Hill.